# یواس‌اس سیلورلیف (ای‌ان-۶۸)
یواس‌اس سیلورلیف (ای‌ان-۶۸) (به انگلیسی: USS Silverleaf (AN-68)) یک کشتی بود که طول آن 194' 6" بود. این کشتی در سال ۱۹۴۳ ساخته شد.